# Literatura do Brasil
A literatura brasileira, considerando seu desenvolvimento baseada na língua portuguesa, faz parte do espectro cultural lusófono, sendo um desdobramento da literatura em língua portuguesa. Faz parte também da Literatura latino-americana, a única em língua portuguesa. Ela surgiu a partir da atividade literária incentivada pelos jesuítas após o descobrimento do Brasil durante o século XVI. Bastante ligada, de princípio, à literatura metropolitana, ela foi ganhando independência com o tempo, iniciando o processo durante o século XIX com os movimentos romântico e realista e atingido o ápice com a Semana de Arte Moderna em 1922, caracterizando-se pelo rompimento definitivo com as literaturas de outros países, formando-se, portanto, a partir do Modernismo e suas gerações as primeiras escolas de escritores verdadeiramente independentes. São dessa época grandes nomes como Manuel Bandeira, Carlos Drummond de Andrade, Guimarães Rosa, João Cabral de Melo Neto, Clarice Lispector e Cecília Meireles.
A literatura produzida no Brasil tem papel de destaque na esfera cultural do país: todos os principais jornais do país dedicam grande parte de seus cadernos culturais à análise e crítica literária e o ensino da disciplina é obrigatório no Ensino Médio.

## Períodos

### Período colonial

Fac-símile da Carta de Pero Vaz de Caminha ao rei Manuel I de Portugal.

O primeiro documento existente que possa ser considerado literatura brasileira é a Carta de Pero Vaz de Caminha, escrita por Pero Vaz de Caminha a Manuel I de Portugal e que continha uma descrição de como o território brasileiro parecia em 1500. Revistas de viajantes e tratados descritivos sobre a "América Portuguesa" dominaram a produção literária nos dois primeiros séculos do Brasil, incluindo contos conhecidos de Jean de Léry e de Hans Staden — cuja história de seus encontros com povos tupis nas costas de Pernambuco e São Paulo foi extraordinariamente influente para as concepções europeias do chamado "Novo Mundo".
O primeiro poema da literatura do Brasil é Prosopopeia, de Bento Teixeira, publicado em 1601 e que conta em estilo épico, inspirado em Camões, as façanhas da família Albuquerque, tendo sido dedicado ao então governador de Pernambuco, Jorge de Albuquerque Coelho. Décadas depois de Prosopopeia, no ano de 1648, é publicado o livro Historia Naturalis Brasiliae, primeiro tratado de história natural do Brasil, de autoria do médico e naturalista holandês Guilherme Piso, que o concebeu através da observação do jardim zoobotânico do Palácio de Friburgo, residência de Maurício de Nassau durante o domínio holandês em Pernambuco. Alguns exemplos literários a partir deste período são o poema épico de Basílio da Gama comemorando a conquista das Missões pelos portugueses e a obra de Gregório de Matos, um advogado do século XVII de Salvador que produziu uma quantidade considerável de poesia satírica, religiosa e secular. A obra de Matos tem fortes influências barrocas, como os poetas espanhóis Luis de Góngora e Francisco de Quevedo, sendo distribuído em sua época através de manuscritos e oralmente, só sendo publicado a partir de 1882.
O neoclassicismo foi difundido no Brasil durante a metade do século XVIII, seguindo o estilo italiano. A literatura era muitas vezes produzida por membros de academias temporárias ou semipermanentes e a maior parte do conteúdo era do gênero pastoral. O mais importante centro literário no Brasil colonial era a próspera região de Minas Gerais, conhecida por suas minas de ouro, onde o movimento protonacionalista da Inconfidência Mineira tinha começado. Os poetas mais importantes desta época eram Cláudio Manuel da Costa, Tomás António Gonzaga, Alvarenga Peixoto e Manuel Inácio da Silva Alvarenga, todos eles envolvidos em uma revolta contra o poder colonial. Gonzaga e Costa foram exilados para a África como consequência de seus respectivos trabalhos.

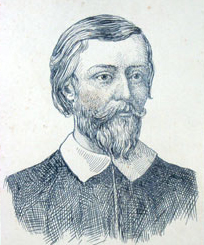
Gregório de Matos
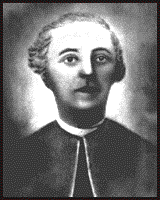
Claudio Manuel da Costa
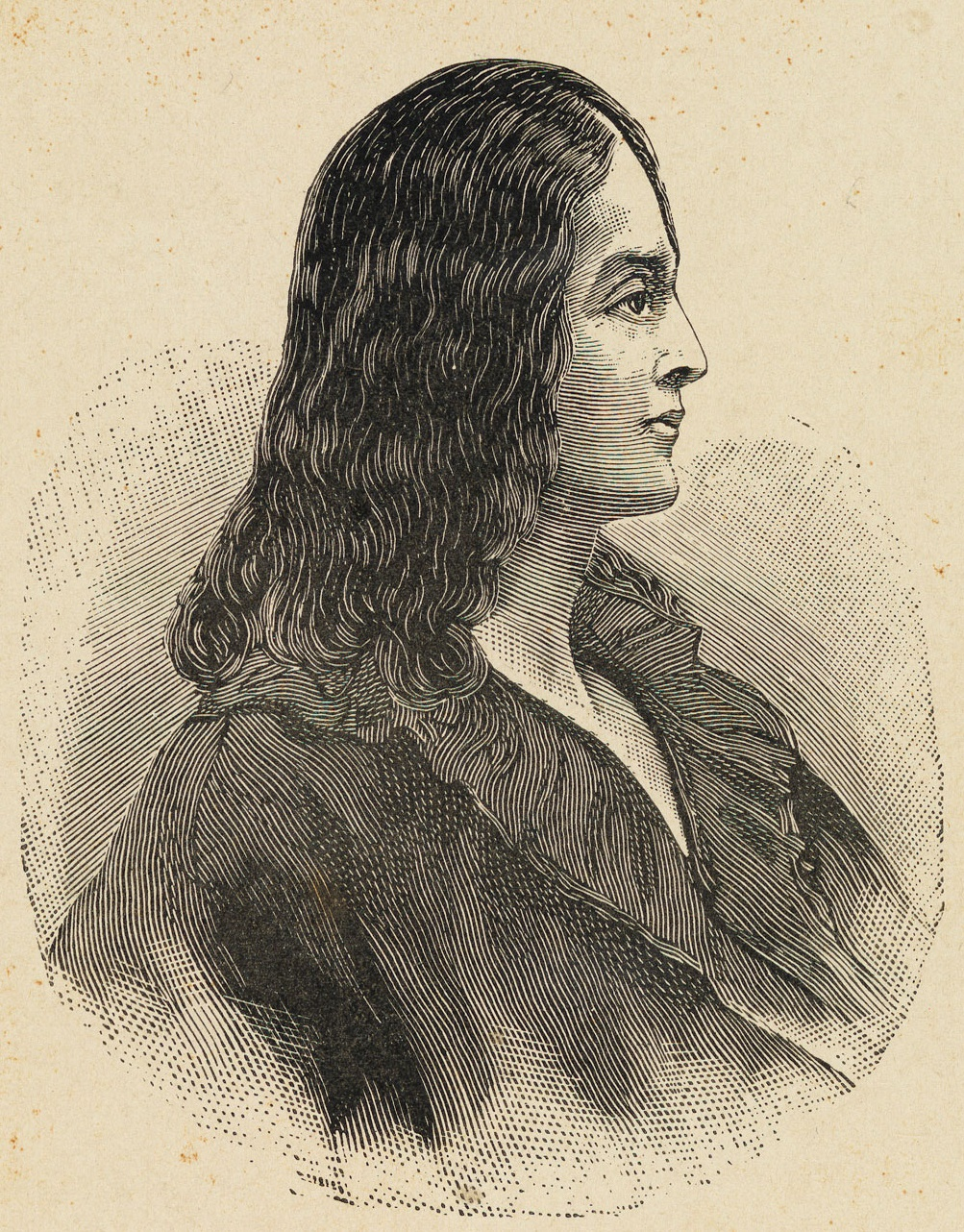
Tomás Antônio Gonzaga
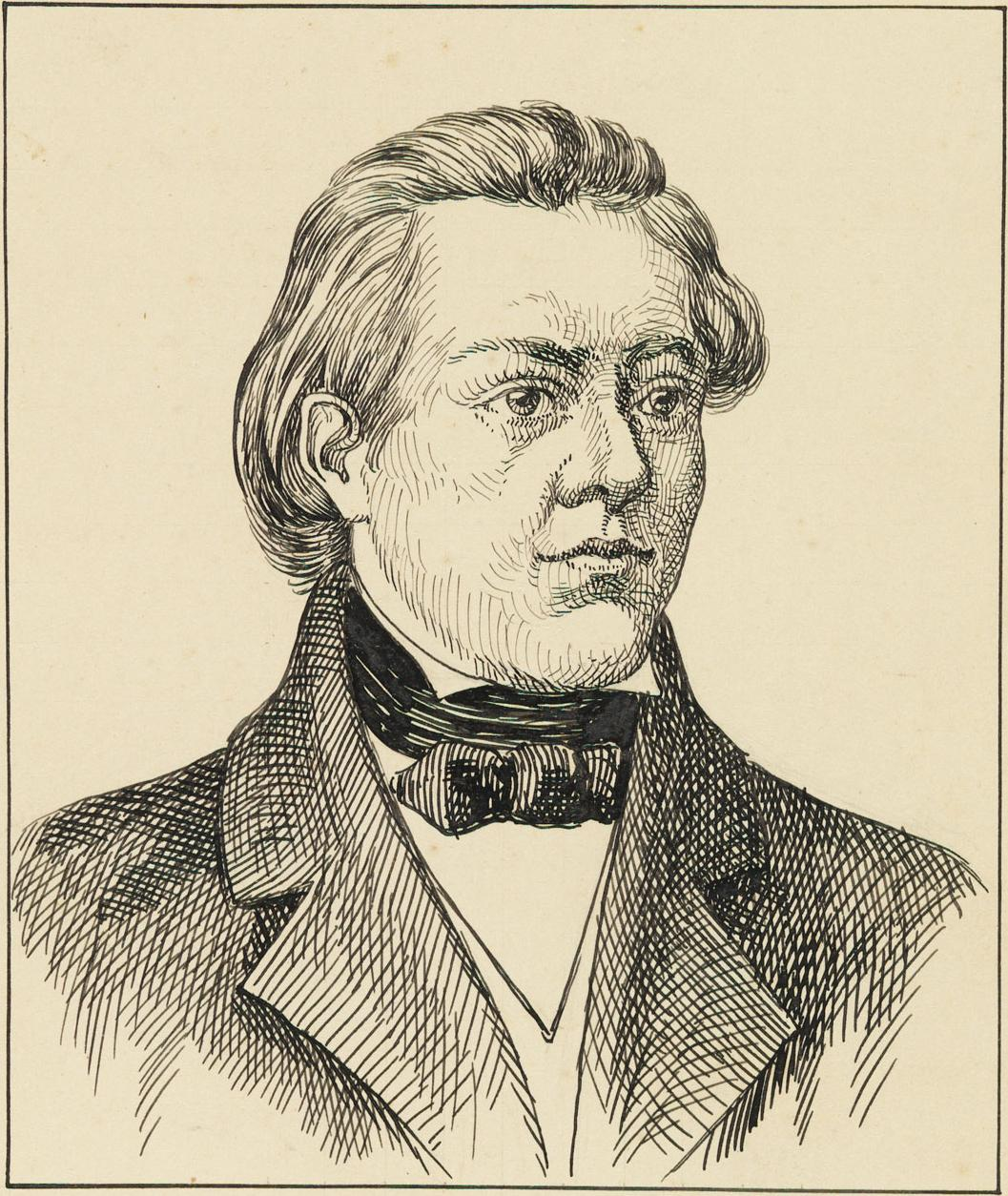
Basílio da Gama
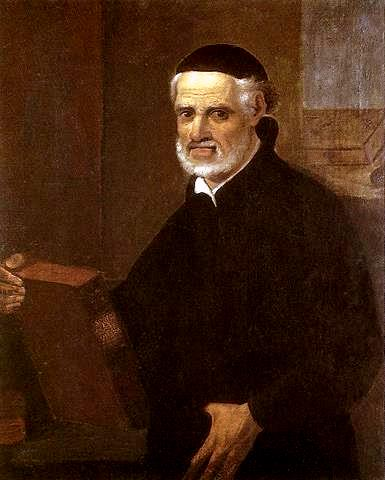
António Vieira

### Romantismo

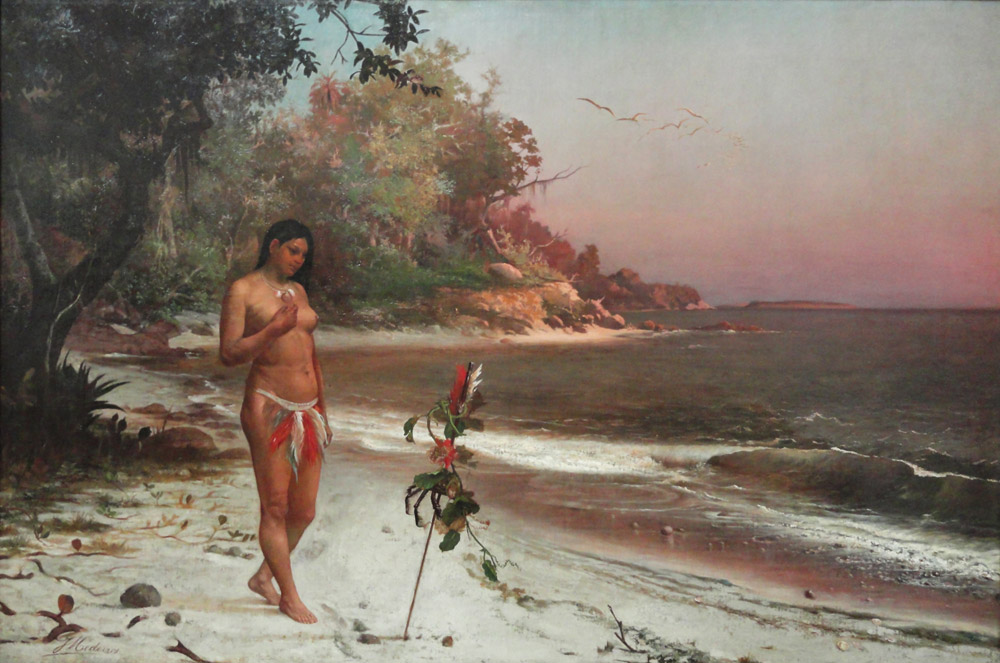
Representação de Iracema, por José Maria de Medeiros

Neoclassicismo durou por um tempo anormalmente longo e acabou por sufocar a inovação e restringir a criação literária. Foi só em 1836 que o romantismo começou ao influenciar a poesia brasileira em larga escala, principalmente por meio dos esforços do poeta expatriado Gonçalves de Magalhães. Vários jovens poetas, como Casimiro de Abreu, começaram a fazer experiências com o novo estilo logo depois. Este período produziu algumas das primeiras obras-primas da literatura brasileira.
As principais características da literatura do então recém-nascido país era o exagero, o nacionalismo, a celebração da natureza e a introdução inicial da linguagem coloquial. A literatura romântica logo se tornou muito popular. Romancistas como Joaquim Manuel de Macedo, Manuel Antônio de Almeida e José de Alencar publicaram suas obras em forma de série em jornais e se tornaram celebridades nacionais.
Por volta de 1850, uma transição começou centrada em torno de Álvares de Azevedo. O romance Noite na Taverna de Azevedo e sua poesia, recolhida postumamente em Lira dos Vinte Anos, tornaram-se influentes e o escritor foi largamente influenciado pela obra de Lord Byron. Esta segunda geração romântica era obcecada com a morbidade e a morte.
Ao mesmo tempo, poetas como Castro Alves, que escreveu sobre os horrores da escravidão (O Navio Negreiro), começaram a escrever obras com uma agenda social progressista específica. As duas tendências coincidiram em uma das realizações mais importantes da era romântica: o estabelecimento de uma identidade nacional brasileira a partir de ascendência indígena e da rica natureza do país. Estes traços apareceram pela primeira vez no poema épico I-Juca-Pirama, de Gonçalves Dias , mas logo tornaram-se generalizados. A consolidação deste sub-gênero (indianismo) é encontrada em dois romances famosos de José de Alencar: O Guarani, sobre uma família de colonos portugueses que tomaram índios como servos, mas depois foram mortos por uma tribo inimiga, e Iracema, que conta a história de um náufrago português que vive entre os índios e se casa com uma linda mulher nativa. A obra Iracema é especialmente lírica, abrindo com cinco parágrafos de pura poesia em prosa de estilo livre descrevendo a personagem-título.

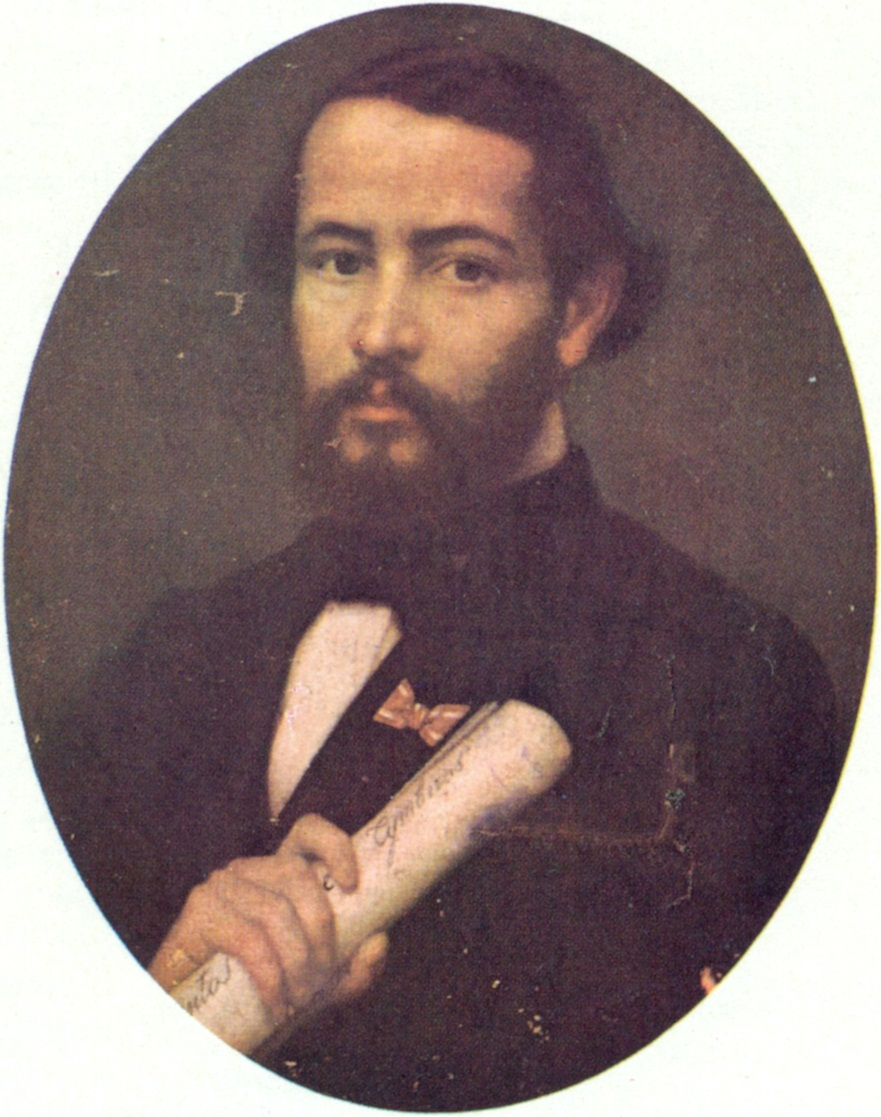
Gonçalves Dias
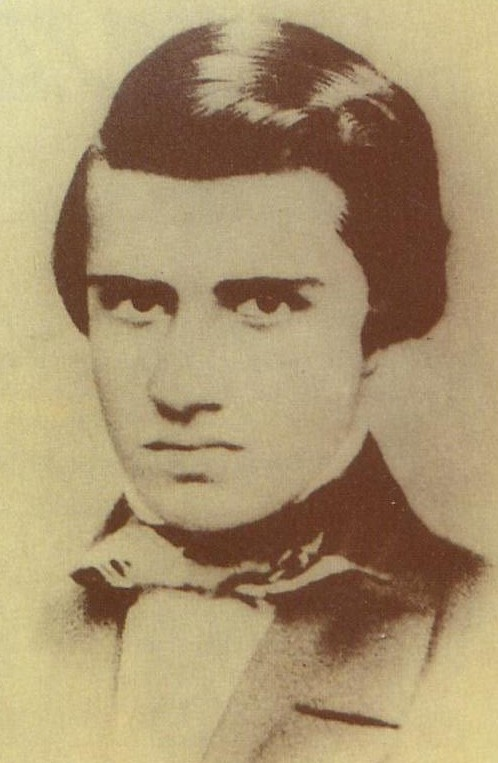
Álvares de Azevedo
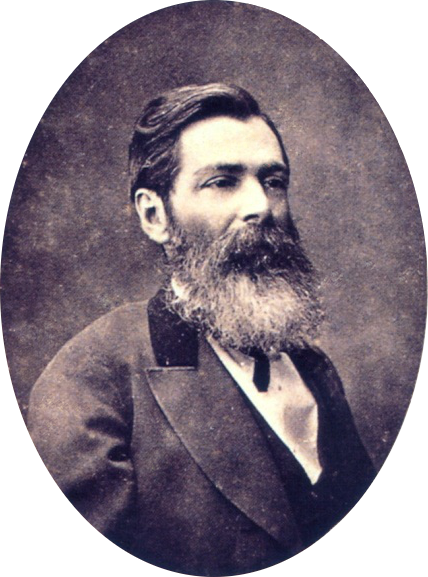
José de Alencar
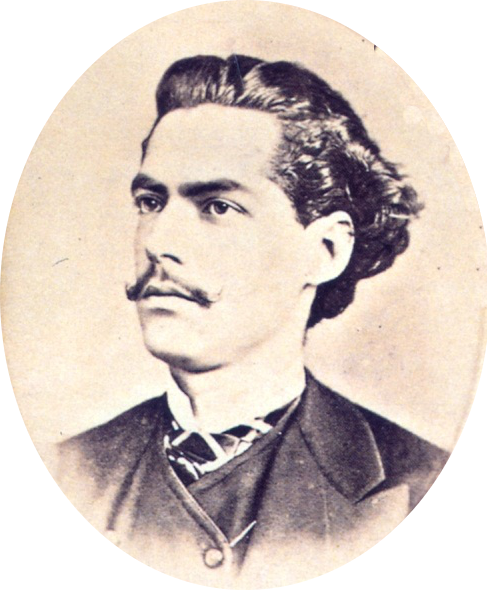
Castro Alves
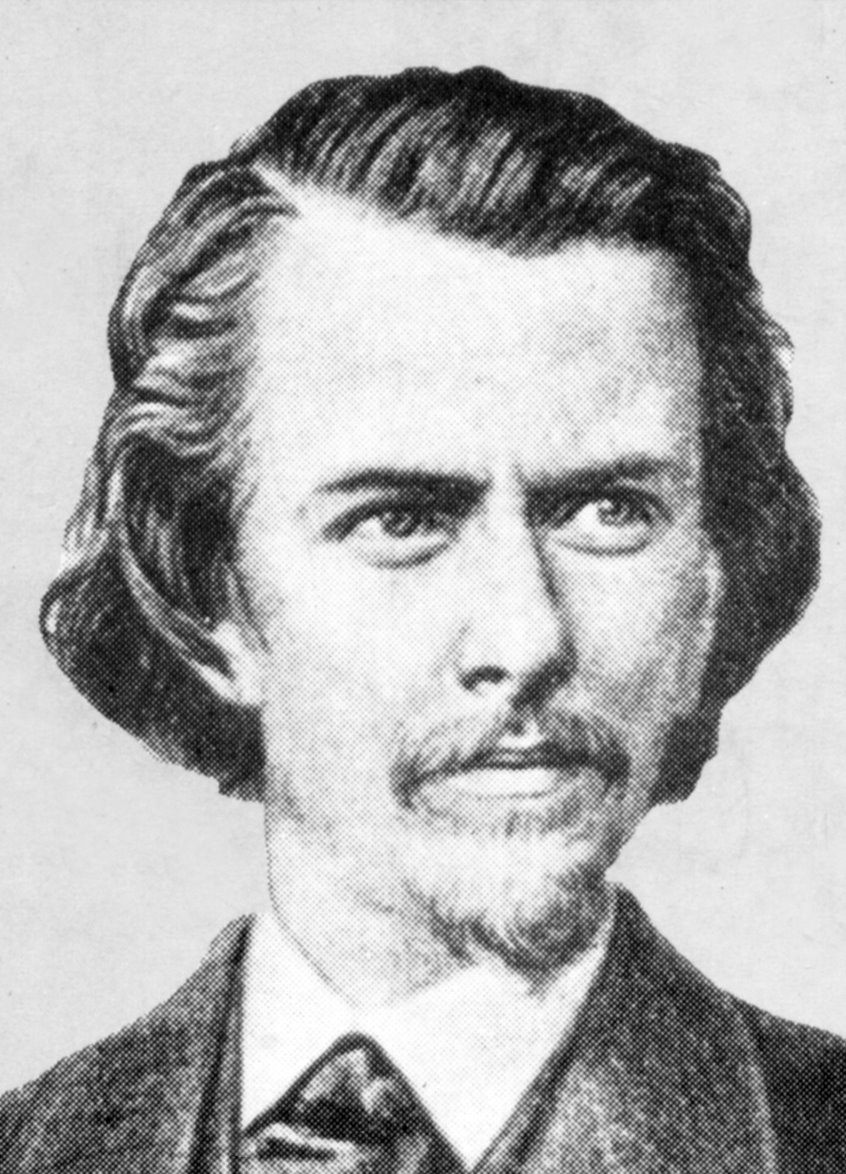
Fagundes Varela

### Realismo

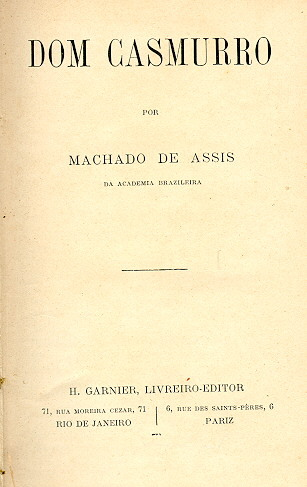
Primeira edição de Dom Casmurro, 1900.

O declínio do romantismo, juntamente com uma série de transformações sociais, ocorreu no país em meados do século XIX. Uma nova forma de prosa surge, incluindo a análise dos povos indígenas e a descrição do ambiente, nos autores regionalistas (como Franklin Távora e João Simões Lopes Neto) . Sob a influência do naturalismo e de escritores como Émile Zola, Aluísio Azevedo escreveu O Cortiço, com personagens que representam todas as classes e categorias sociais da época. O realismo brasileiro não foi muito original em um primeiro momento, mas assumiu uma importância extraordinária por causa de escritores como Machado de Assis e Euclides da Cunha.
Talvez o mais importante escritor do realismo brasileiro tenha sido Machado de Assis (1839-1908), filho de um pintor de paredes mulato e de uma mulher portuguesa, cuja única de educação, além de aulas de alfabetização, era a extensa leitura de livros emprestados. Ao trabalhar como tipógrafo em uma editora, Assis logo conheceu mais da literatura mundial e ainda conseguiu aprender um pouco de inglês e francês. No início da carreira, ele escreveu vários romances famosos, como A Mão e a Luva e Ressurreição, que, apesar de seu romantismo exagerado, já mostram seu humor vivaz e seu pessimismo para com as convenções da sociedade. Depois de ser apresentado ao realismo, Machado de Assis mudou seu estilo e seus temas, produzindo algumas das mais notáveis prosas já escritas em língua portuguesa. O estilo serviu como meio para seu humor corrosivo e seu intenso pessimismo, que estava distante das concepções de seus contemporâneos. Assis também era poeta.
Entre as principais obras de Machado de Assis estão:
- Memórias póstumas de Brás Cubas, a autobiografia fictícia de um homem recentemente falecido, escrito pelo próprio "do além". É totalmente antirromântica e ridiculariza a sociedade do Rio de Janeiro da época.
- Dom Casmurro, pretende ser a autobiografia de um homem solitário que deixa sua esposa e seu único filho depois de desfrutar de anos de vida conjugal feliz. O romance é famoso no mundo lusófono pela análise de um caso (possível, mas nunca provado ou admitido) de adultério.
- Quincas Borba,  romance que acompanha a trajetória de Rubião, ingênuo herdeiro da fortuna e das ideias filosóficas de Quincas Borba, sobretudo o Humanitismo — doutrina fictícia e satírica. À medida que Rubião ascende socialmente e se envolve com figuras interesseiras, como o casal Palha, o livro revela a crítica mordaz de Machado de Assis à hipocrisia, à ambição e à loucura na sociedade brasileira do século XIX.
- O Alienista, o conto sobre um psiquiatra que funda um hospital para doentes mentais em uma pequena cidade e mais tarde se envolve em investigações profundas sobre a natureza e a cura da doença mental, perturbando muito o estilo de vida da cidade.

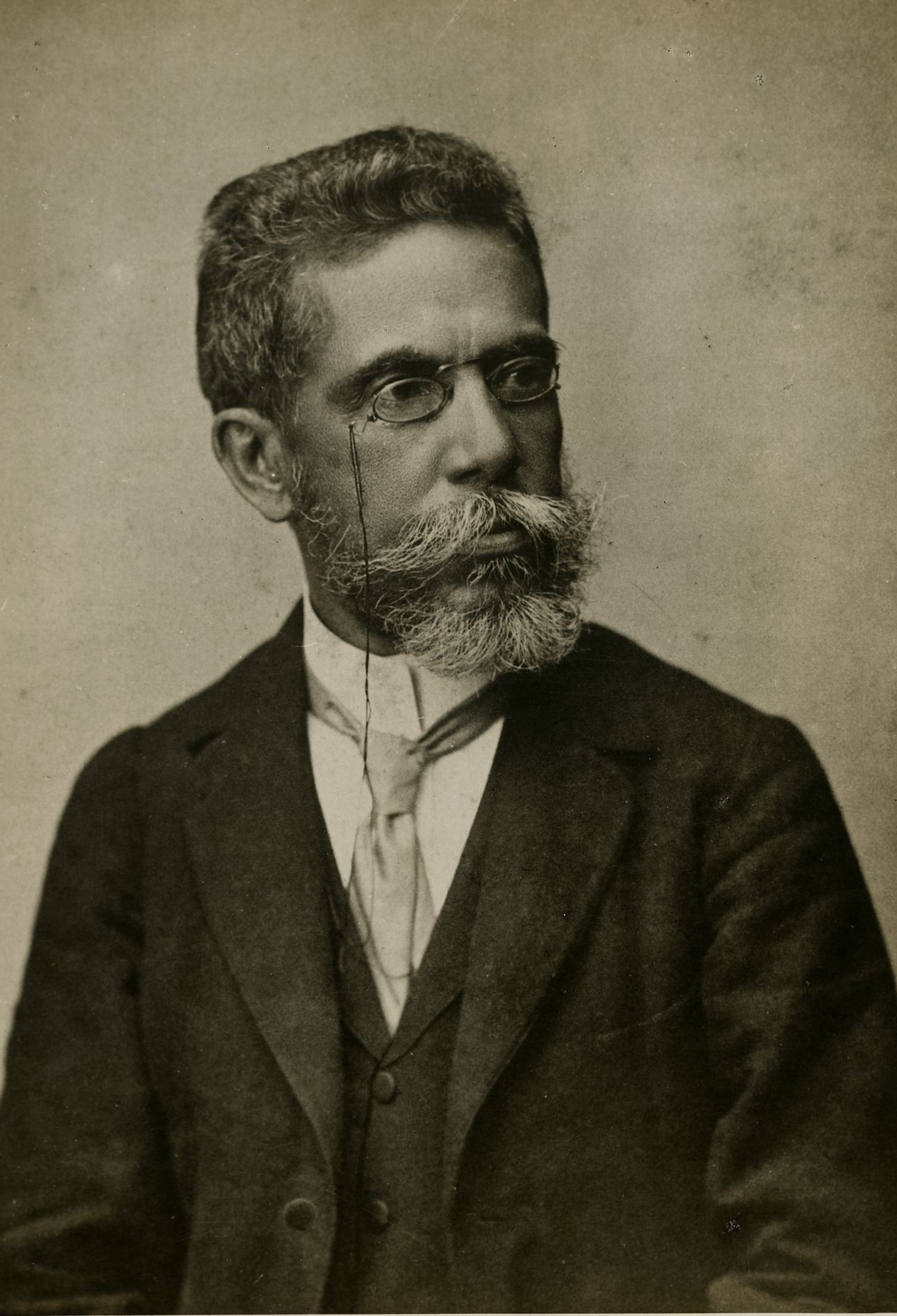
Machado de Assis
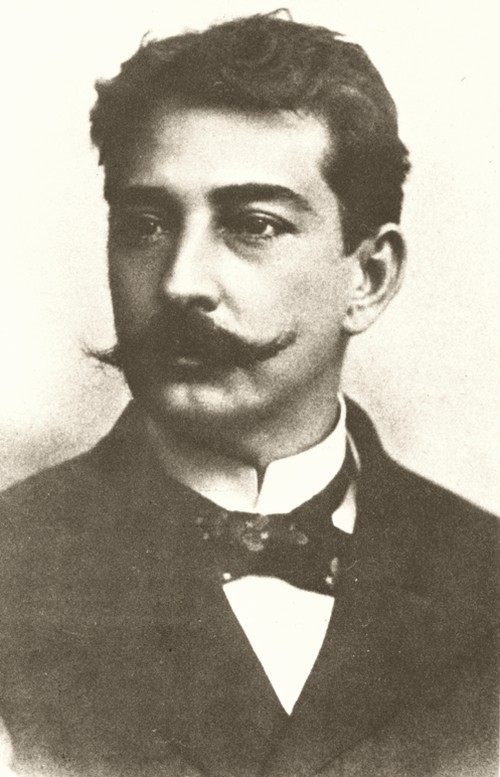
Aluísio Azevedo
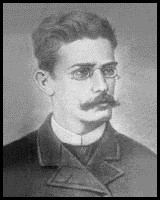
Raul Pompeia
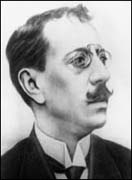
Olavo Bilac
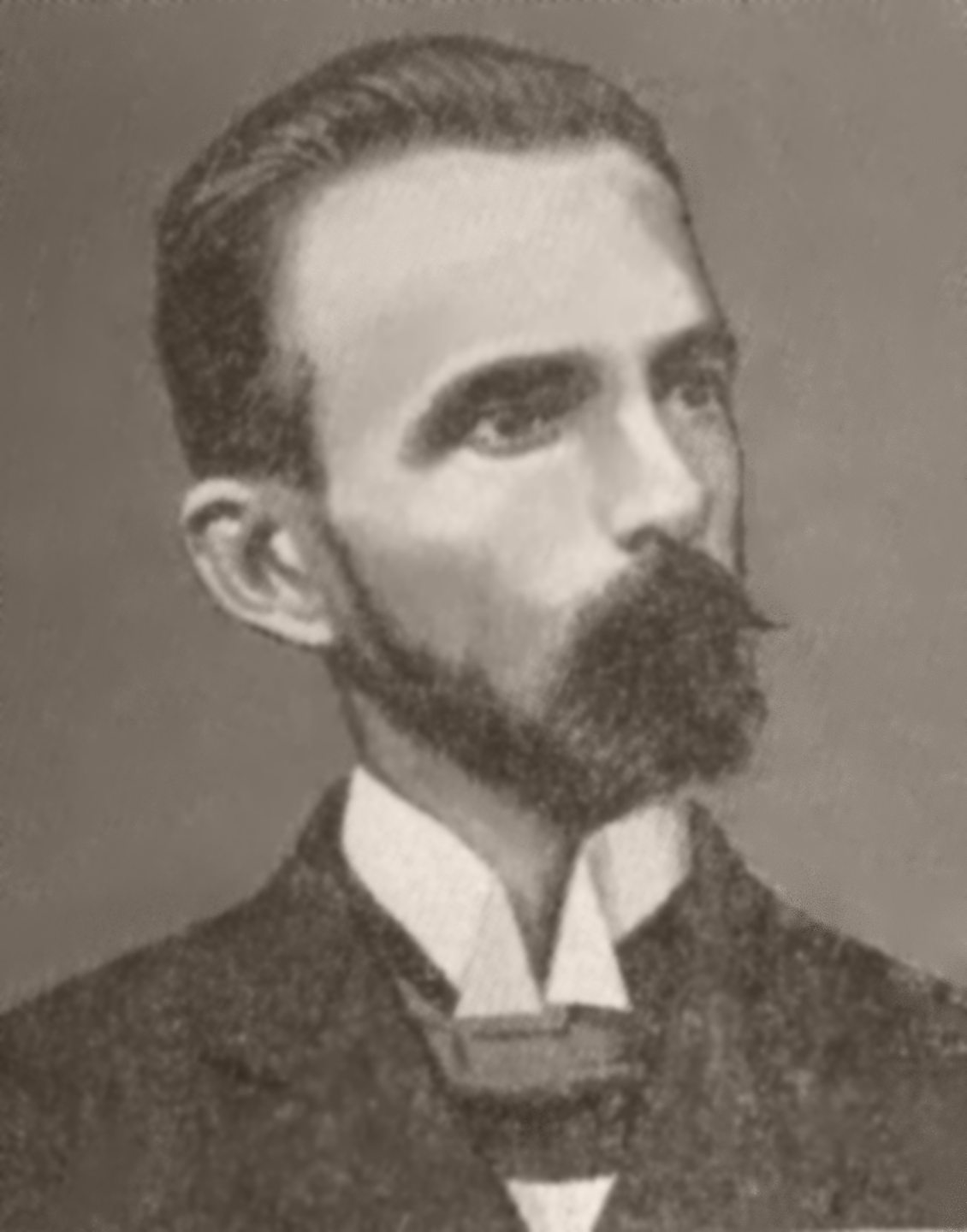
Raimundo Correia

### Pré-modernismo

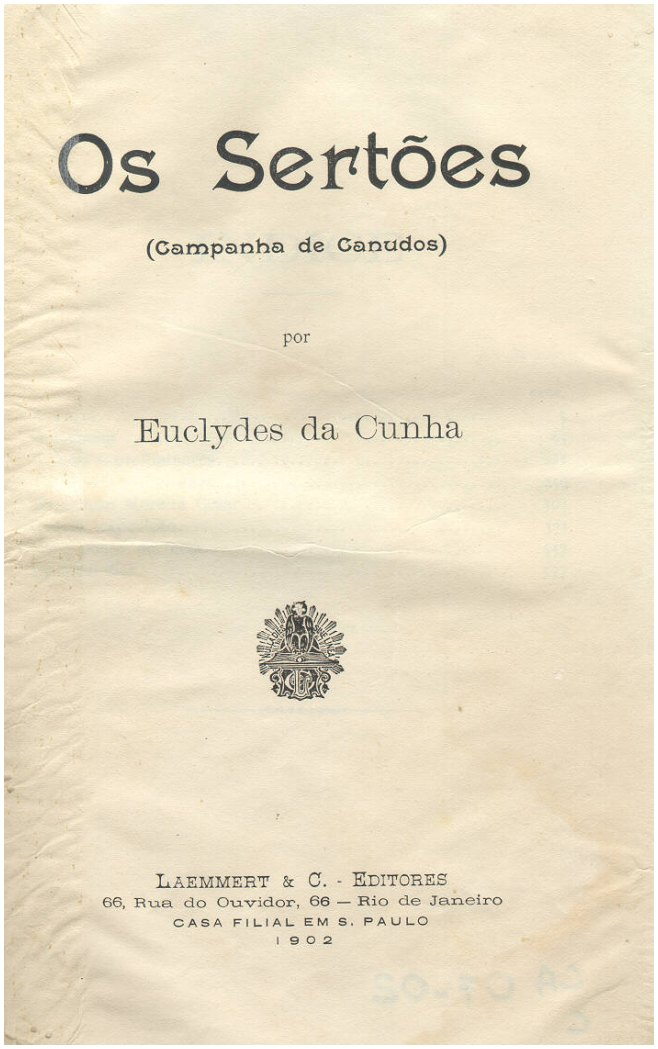
Os Sertões (1902), obra de Euclides da Cunha

O período entre 1895 e 1922 é chamado de pré-modernismo por estudiosos brasileiros, porque, apesar de não haver uma predominância clara de qualquer estilo literário, existiam algumas manifestações iniciais do modernismo. A era pré-moderna é curiosa, visto que a escola francesa do simbolismo não se popularizou, enquanto a maioria dos autores do realismo ainda mantiveram seus estilos e reputações anteriores (incluindo Machado de Assis e o poeta Olavo Bilac). Alguns autores dessa época, como Monteiro Lobato, Lima Barreto, Simões Lopes Neto e Augusto dos Anjos.
Um escritor famoso e altamente influenciado pelo determinismo, Euclides da Cunha sempre foi atormentado por seus problemas familiares (ele foi morto pelo amante de sua esposa) e teve que enfrentar a oposição política por causa de suas opiniões. Como jornalista freelancer que trabalhava para o jornal O Estado de S. Paulo, Cunha cobriu a Guerra de Canudos, uma revolta popular com alguns traços igualitários e cristãos fundamentalistas que ocorreu na Bahia entre 1895 e 1897. Suas histórias, juntamente com alguns ensaios que ele escreveu sobre o povo e a geografia do nordeste brasileiro, foram publicados em um grosso volume chamado Os Sertões. Em seu trabalho, Cunha apresentou a tese revolucionária de que o Estado brasileiro era uma entidade violenta e estrangeira, rejeitada (mas muitas vezes tolerada) pela grande maioria da população analfabeta, alguns dos quais preservavam crenças e comportamentos que não tinham mudado nos últimos mil anos. Ele descobriu, por exemplo, que o sebastianismo era, então, presente no nordeste brasileiro e que muitas rimas medievais, contos folclóricos e tradições portuguesas ainda eram mantidos pelas pessoas grosseiras dos "sertões". Esta população não aceitava o secularismo e o governo republicano. Seu livro Os Sertões é composto por três partes chamadas "A Terra", "O Homem" e "A luta". Tal organização do livro reforça a ideia de que o ambiente onde um homem nasceu, os aspectos sociais deste lugar e essa cultura homem pode definir o que ele vai se tornar. Este princípio é conhecido como determinismo, uma forma de pensamento que influenciou profundamente a literatura brasileira em meados e final do século XIX e início do século XX.

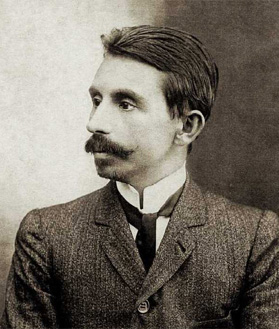
Euclides da Cunha
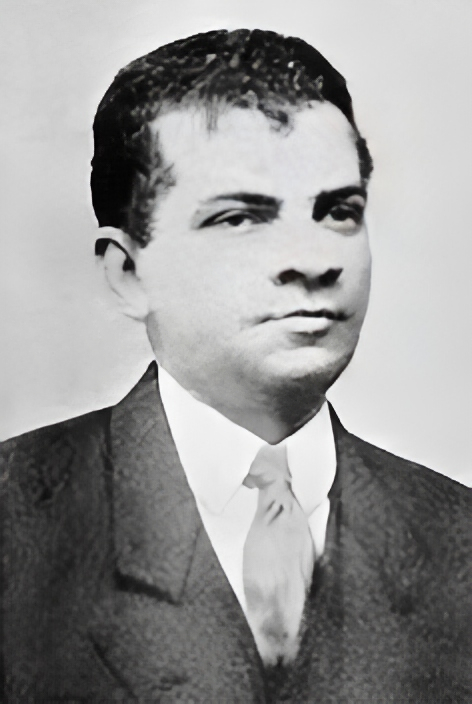
Lima Barreto
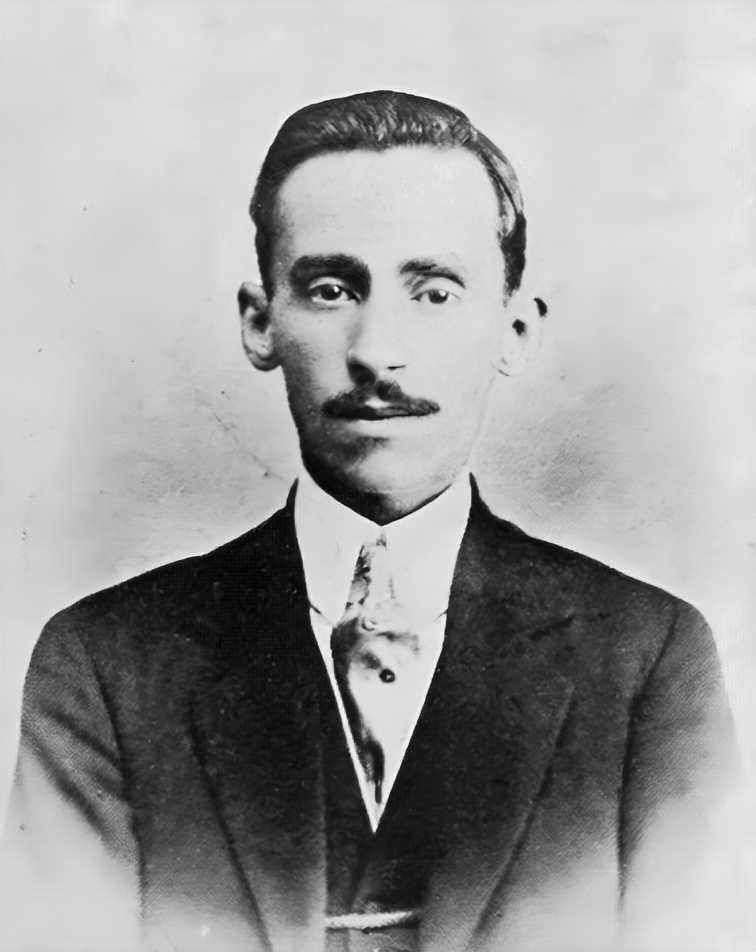
Augusto dos Anjos

### Modernismo
O modernismo no Brasil começou com a Semana de Arte Moderna, em 1922: Geração 1922 era um apelido para os escritores Mário de Andrade, Oswald de Andrade, Manuel Bandeira, Cassiano Ricardo, Raul Bopp, Guilherme de Almeida, Antônio de Alcântara Machado e outros, os quais combinavam tendências nacionalistas com um interesse pelo modernismo europeu. Alguns novos movimentos como o surrealismo já eram importantes na Europa e começaram a se firmar no Brasil durante esse período.
Mário de Andrade nasceu em São Paulo. Ele trabalhou como professor e foi um dos organizadores da Semana de Arte Moderna. Andrade pesquisou o folclore e a música popular brasileira e usou isso em seus livros, evitando o estilo europeu. Seu anti-herói brasileiro é Macunaíma, um produto da mistura étnica e cultural. O interesse de Andrade pelo folclore e seu uso da linguagem coloquial eram extremamente influente, a ponto de que suas inovações, a princípio revolucionárias, passaram a dominar a literatura brasileira.
Oswald de Andrade, outro participante da Semana de Arte Moderna de 1922, trabalhou como jornalista em São Paulo. Nascido em uma família rica, ele viajou para a Europa várias vezes. Da geração de 1922, Oswald de Andrade representa melhor as características rebeldes do movimento modernista. Ele é o autor do Manifesto Antropófago (1927), em que ele diz que é necessário que o Brasil, como um canibal, coma a cultura estrangeira e, durante a digestão, crie a sua própria cultura.
Neste período, a ficção científica do Brasil, cujas origens são identificadas no século XIX, teve representantes como Jerônymo Monteiro, apontado como o primeiro autor nacional especializado no gênero.

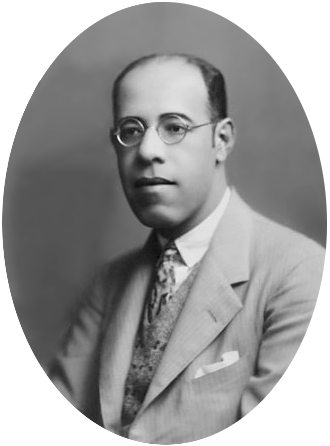
Mário de Andrade
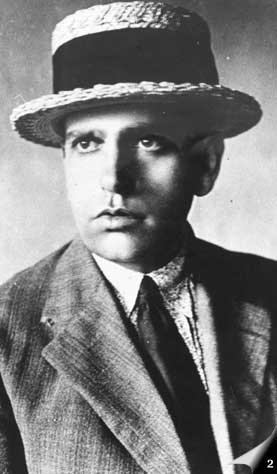
Oswald de Andrade
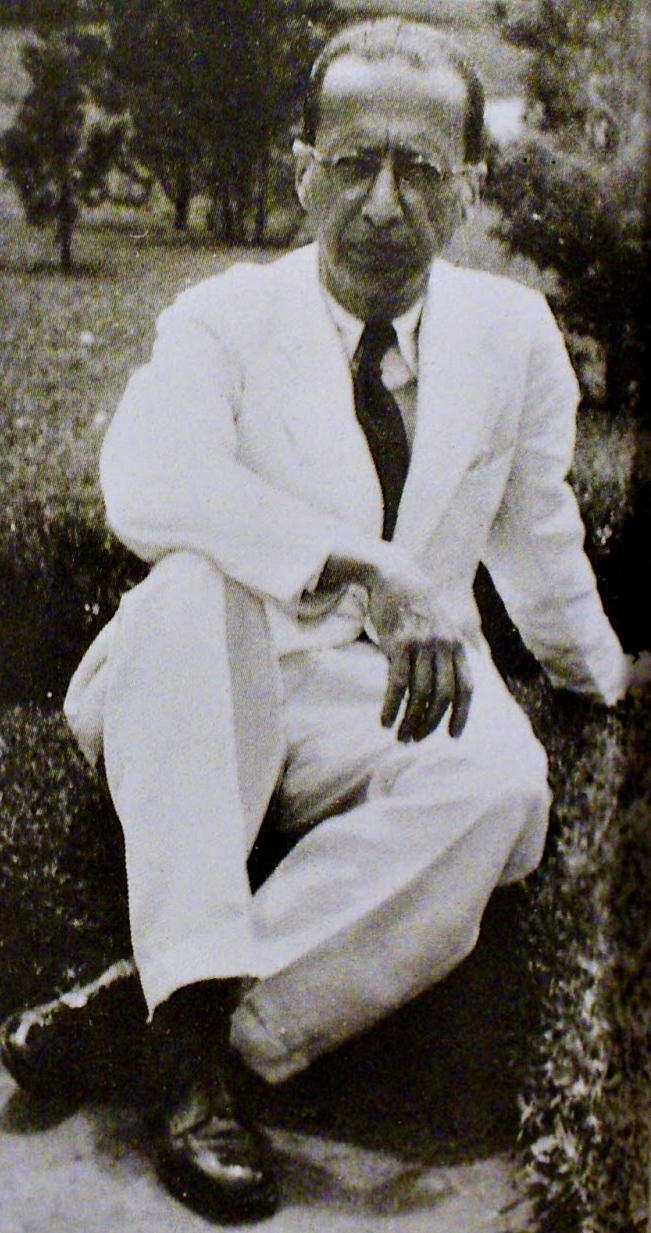
Manuel Bandeira
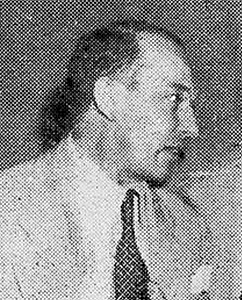
Raul Bopp
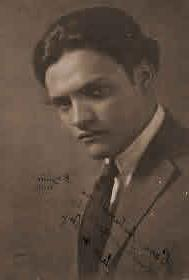
José Lins do Rego

### Pós-modernismo e Regionalismo

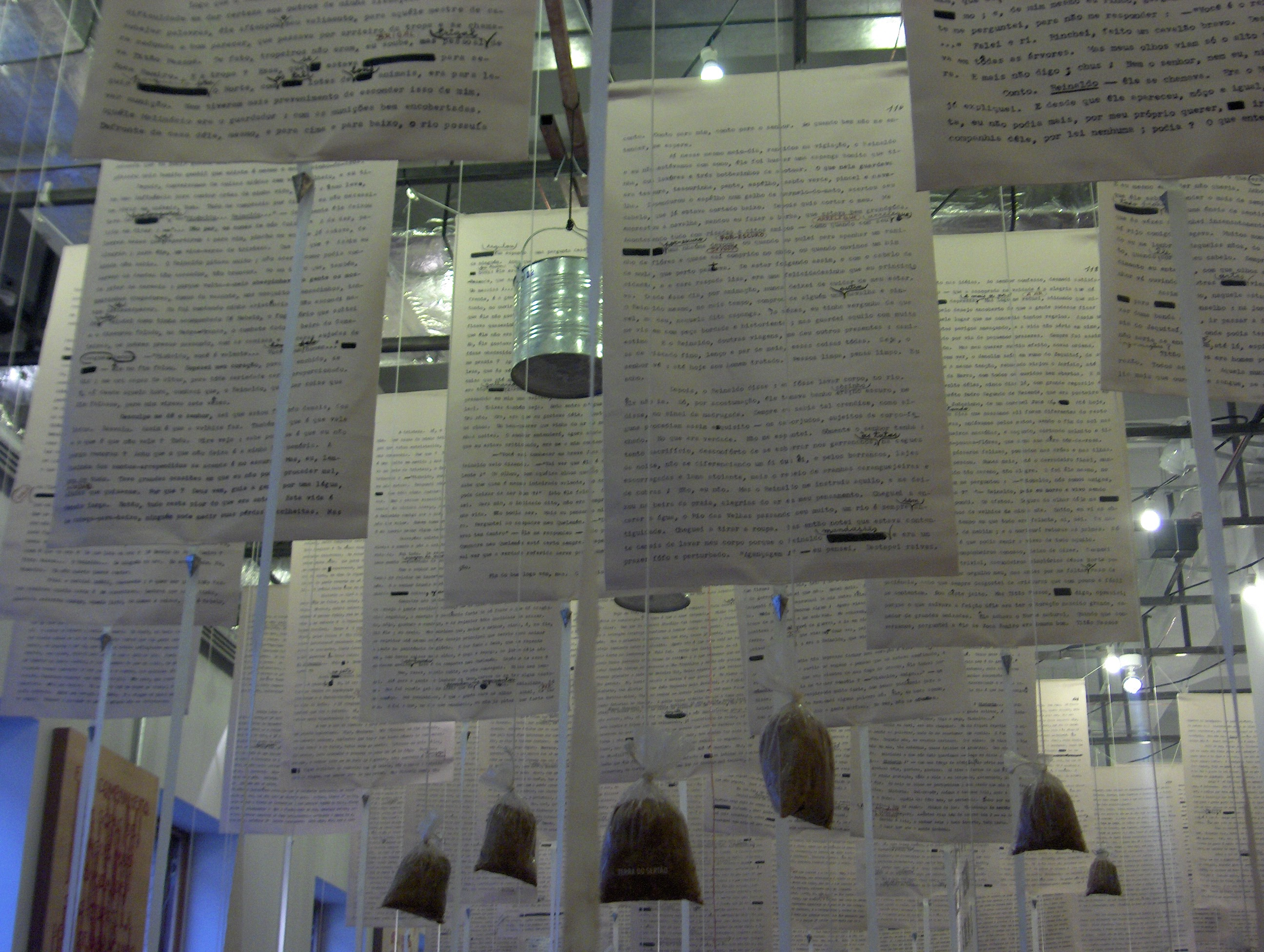
Trechos pendurados de Grande Sertão: Veredas, a obra-prima de Guimarães Rosa, durante uma exposição no Museu da Língua Portuguesa, em São Paulo.

O que define o modernismo brasileiro são duas características principais: o experimentalismo na linguagem e uma consciência social melhorada, ou uma mistura dos dois, como era o caso de Oswald de Andrade, que foi brevemente atraído para o movimento comunista. A reação do modernismo, então, assume a forma de uma mistura entre a sua característica mais saliente, a utilização de uma linguagem literária mais formal (como foi o caso da assim chamada "geração de 1945", cujas características eram, em primeiro lugar, a poesia altamente física de João Cabral de Melo Neto, que se opunha ao modernismo poético de Carlos Drummond de Andrade e, em segundo lugar, os sonetos de Vinicius de Moraes), seguida por doses variadas, de acordo com o autor, de subjetivismo, conservadorismo político e catolicismo militante.
Dois importantes escritores brasileiros desta "escola" e que têm publicações após a década de 1950 são Clarice Lispector, cujos romances e contos existencialistas estão cheios de fluxo de consciência e epifanias, e João Guimarães Rosa, cuja linguagem experimental mudou a face da literatura brasileira para sempre. Seu romance Grande Sertão: Veredas tem sido comparado a Ulisses, de James Joyce, ou a Berlin Alexanderplatz, de Alfred Döblin.
Com extensa obra, Graciliano Ramos também marcou a literatura brasileira. Suas obras sobre a situação do sertanejo e sobre o processo de urbanização precária nos pequenos centros urbanos marcam, ao lado de outros escritores, a geração de 1930, que embora vinculado ao modernismo, estavam mais associados a uma vertente regionalista, com temáticas renovadas e espírito crítico.
Seguindo na esteira do subjetivismo conservador inaugurado pelos romancistas católicos Octávio de Faria, Lúcio Cardoso, Cornélio Pena e Gustavo Corção, Nelson Rodrigues fez sua carreira como dramaturgo e jornalista esportivo. Suas peças e contos faziam uma crônica dos costumes sociais brasileiros dos anos 1950 e 1960, os adultérios e as patologias sexuais em geral, sendo uma das principais a fixação dele. Sua escrita esportiva descreve a evolução do futebol, uma das paixões nacionais do Brasil. Rodrigues era considerado conservador e de direita, além de ser fortemente crítico dos jovens de esquerda que se opunham à ditadura militar após o golpe de 1964. Por um tempo, Nelson Rodrigues foi pró-ditadura, até sofrer o destino trágico de ter um de seus filhos torturados e encarcerados por pertencer a uma organização guerrilheira clandestina.
Outros autores de destaque desta geração foram, em obras de ficção: Autran Dourado, Murilo Rubião, Josué Montello, Herberto Sales, Otto Lara Resende, Adonias Filho, Nestor de Holanda, Osman Lins, Campos de Carvalho, Gerardo Mello Mourão, Fernando Sabino, Antonio Callado, Dalton Trevisan, Carlos Heitor Cony, José J. Veiga.

Clarice Lispector
João Cabral de Melo Neto
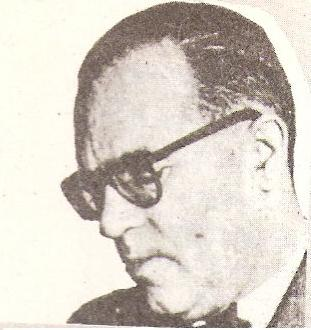
João Guimarães Rosa
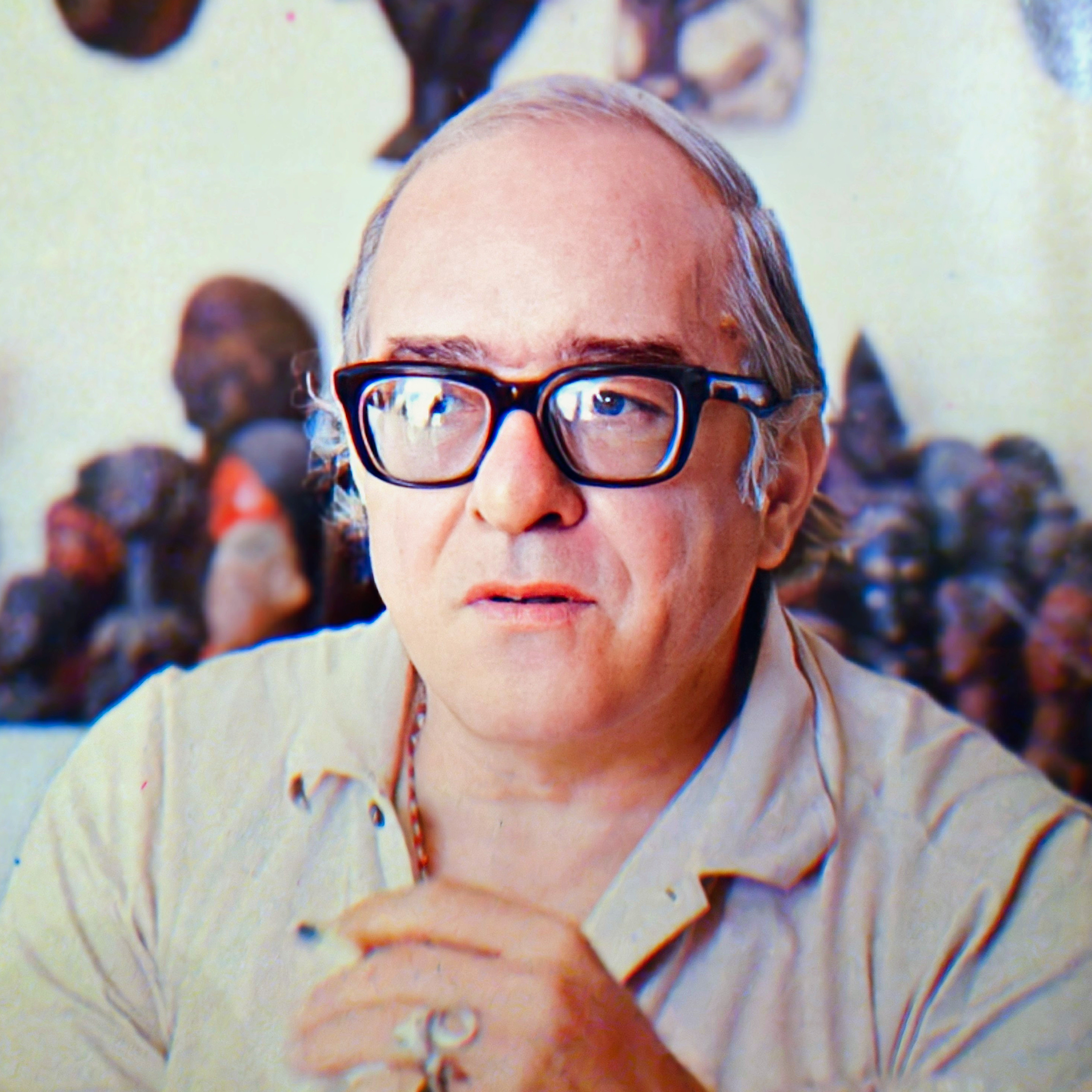
Vinícius de Moraes
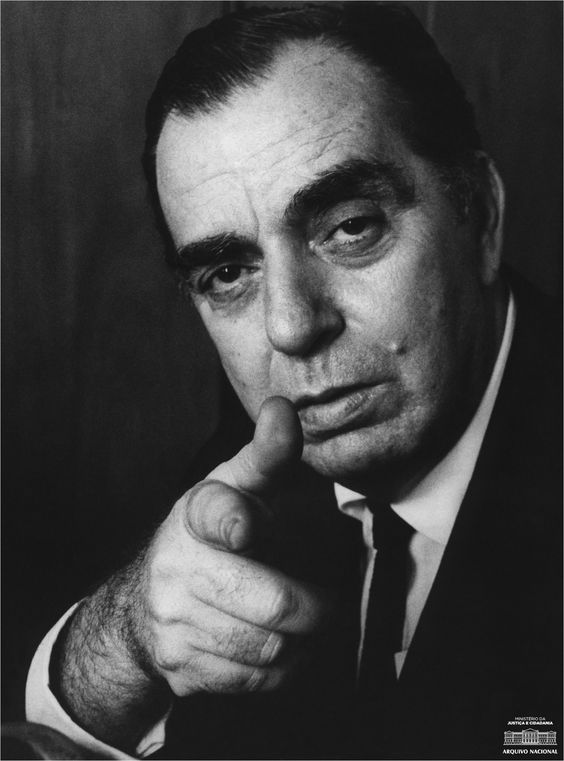
Nelson Rodrigues

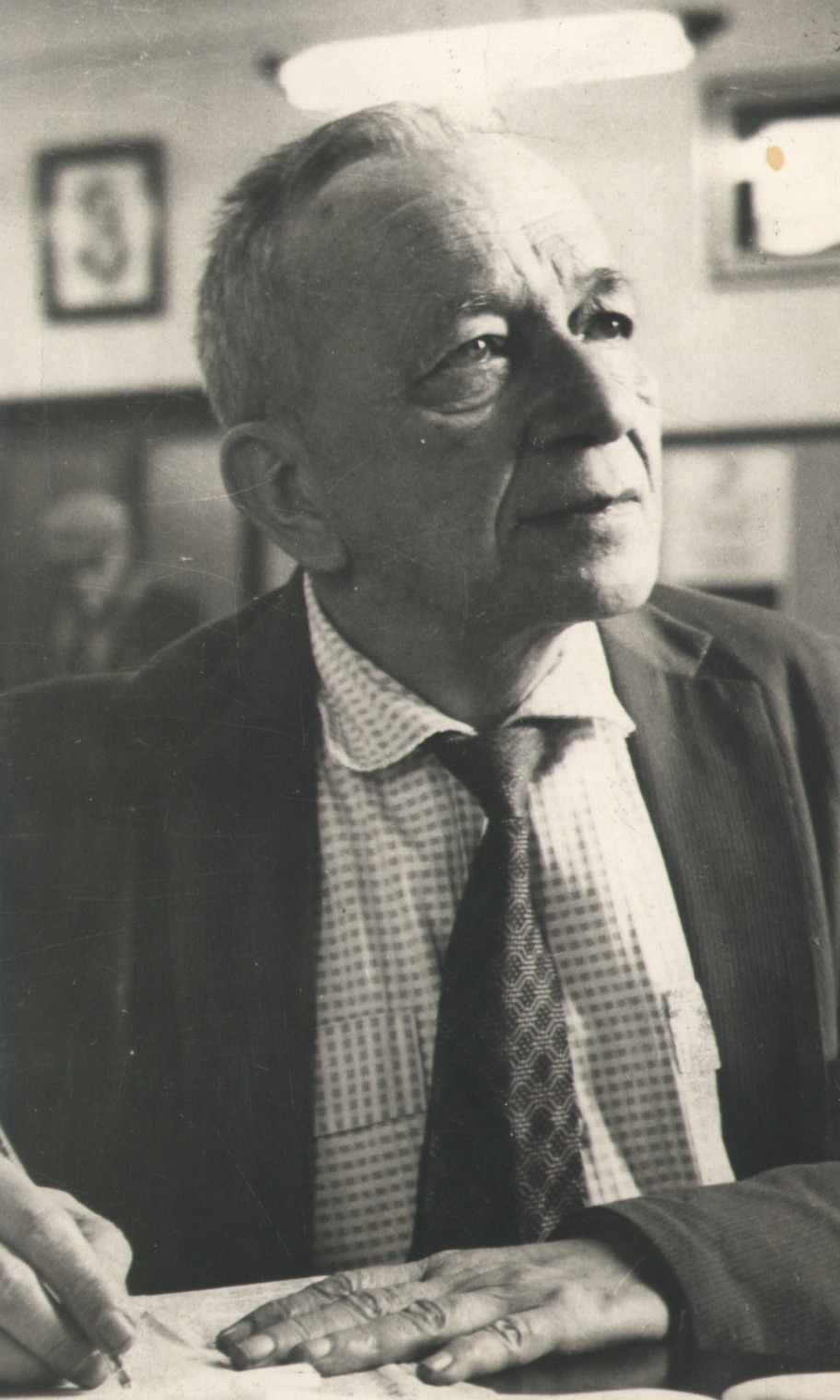
Mário Quintana
Jorge Amado
Graciliano Ramos
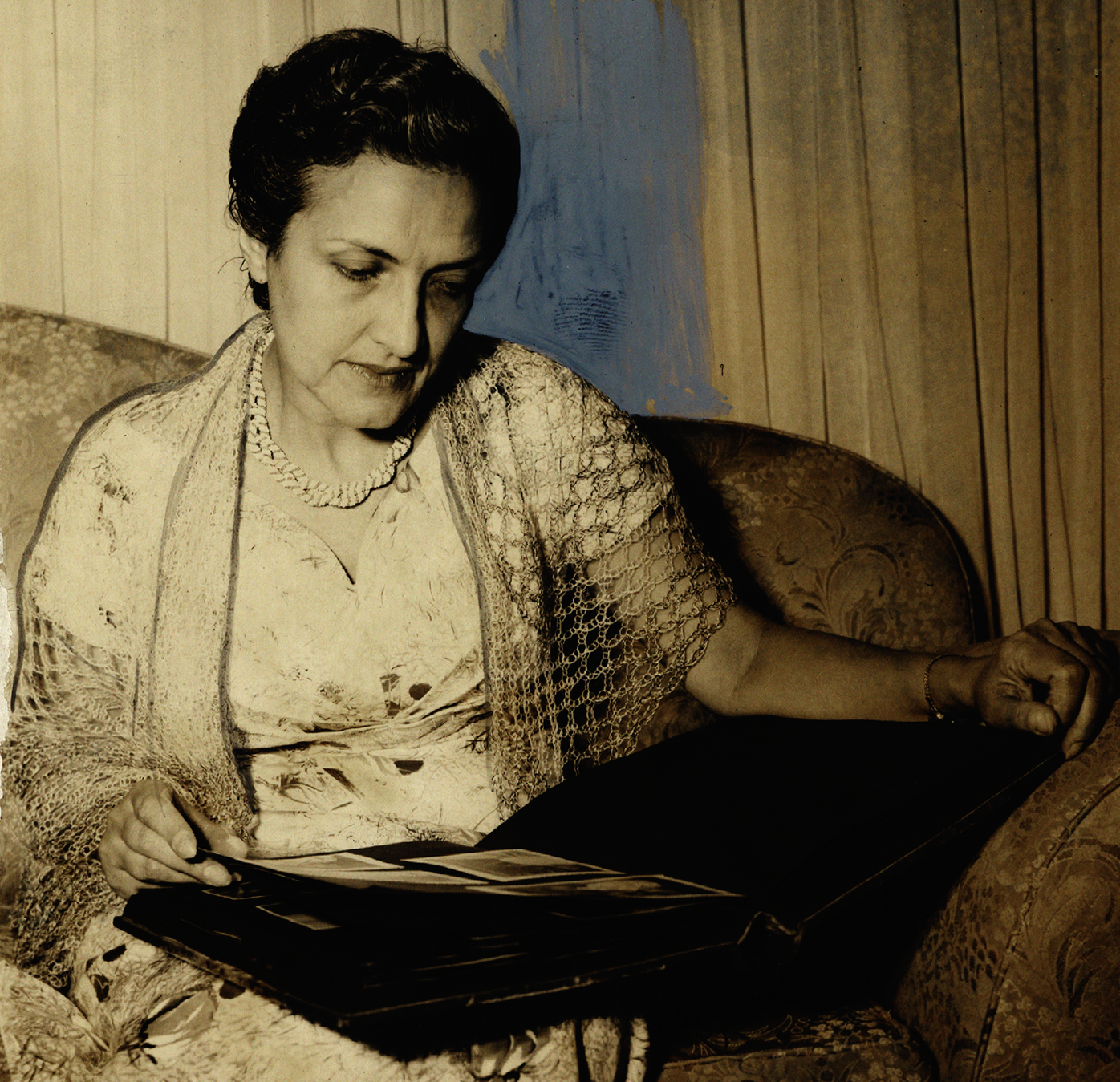
Cecília Meireles
Carlos Drummond de Andrade

### Contemporaneidade
A literatura brasileira contemporânea tem múltiplos aspectos mas, em geral, é focada na vida urbana e em algumas de suas características: a solidão, a violência, as questões políticas e o controle da mídia. Escritores como Rubem Fonseca e Sérgio Sant'Anna escreveram livros importantes com estes temas na década de 1970, abrindo novos caminhos na literatura nacional até então. Destacam-se na prosa de ficção, João Antônio, José Cândido de Carvalho, Moacyr Scliar, João Ubaldo Ribeiro, Silviano Santiago, Alberto Mussa, Ricardo Lísias, Miguel M. Abrahão, Paulo Coelho, Julián Fuks, Luiz Vilela, Nélida Piñon, Ariano Suassuna, Pedro Nava, Raduan Nassar, Ignacio de Loyola Brandão, Caio Fernando Abreu, João Gilberto Noll, Luis Fernando Verissimo, Cristóvão Tezza, Antônio Torres, Zulmira Ribeiro Tavares, Milton Hatoum, João Almino, Ana Miranda, Bernardo Carvalho, Luiz Ruffato, Marçal Aquino, Sérgio Rodrigues, Augusto Cury, Bernardo Kucinski, Edney Silvestre, Veronica Stigger, Alberto Mussa, Adriana Lisboa, Tatiana Salem Levy e Lygia Fagundes Telles, que, em 2016, aos 92 anos, tornou-se a primeira mulher brasileira a ser indicada ao Nobel de Literatura.
Entre os poetas mais aclamados nos círculos literários brasileiros estão Manoel de Barros, Adélia Prado e Ferreira Gullar, que, assim como Gerardo Mello Mourão e Lygia Fagundes Telles, também foram indicados ao Nobel de Literatura. Destacam-se ainda poetas como Ana Cristina César, Maria Lúcia Alvim, Maria da Conceição Paranhos, Paulo Henriques Britto e Roberval Pereyr.

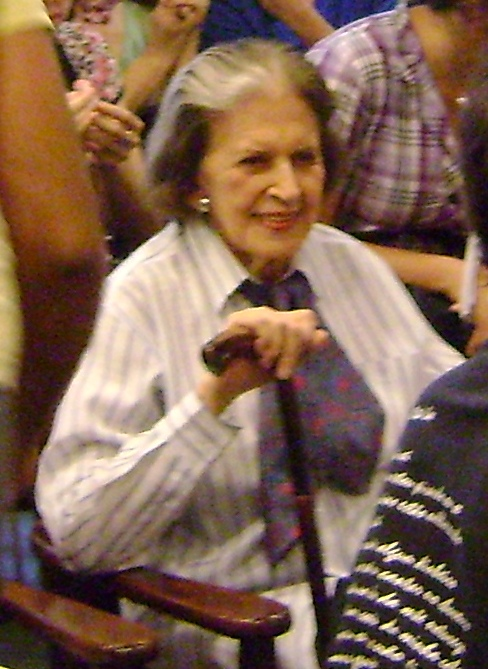
Lygia Fagundes Telles
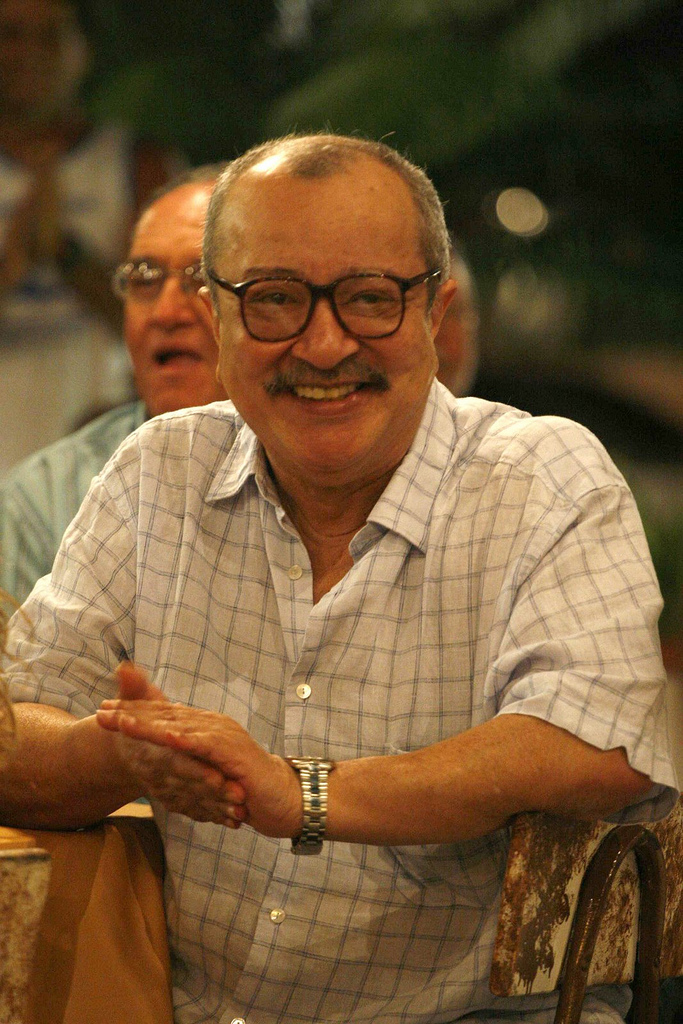
João Ubaldo Ribeiro
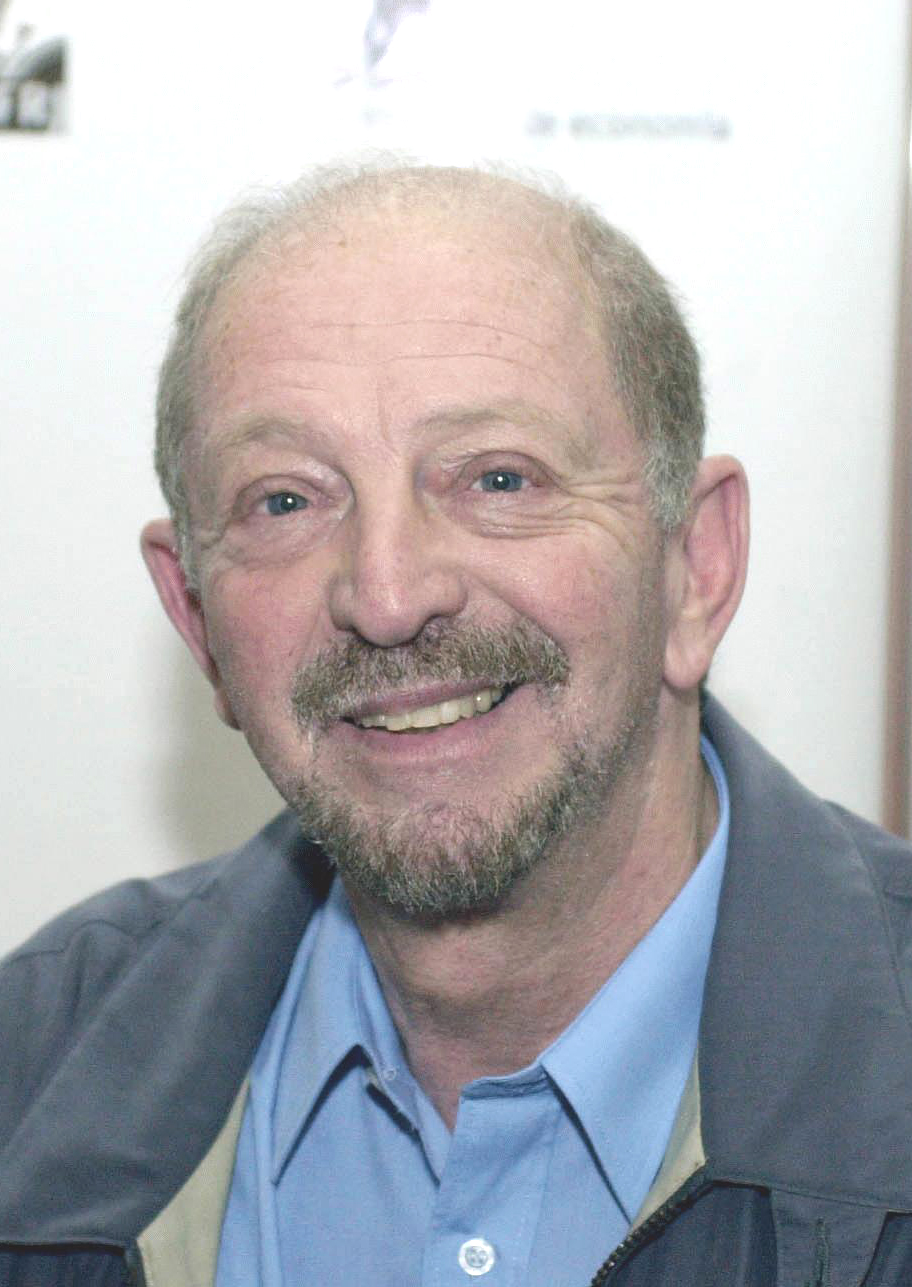
Moacyr Scliar

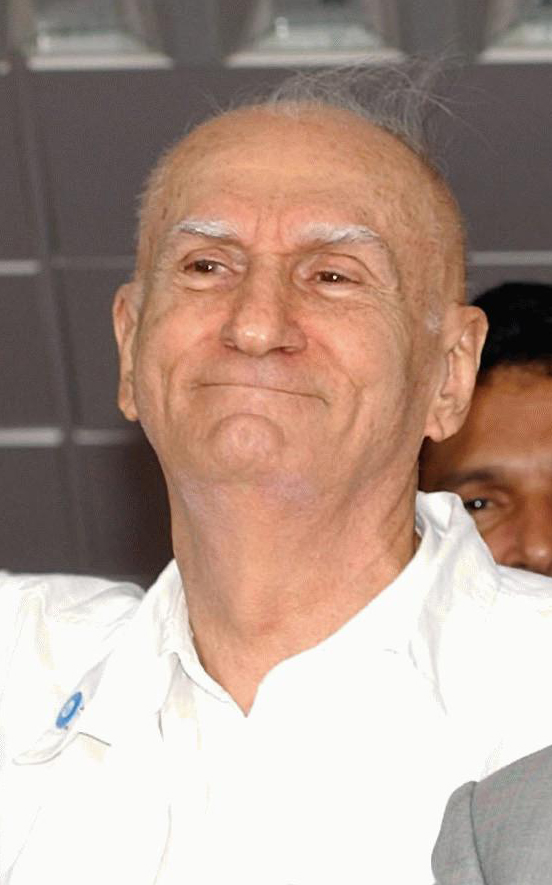
Ariano Suassuna
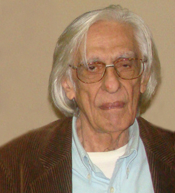
Ferreira Gullar